# Preben Munthe
Preben Hempel Munthe, född 15 oktober 1922 i Aker, död 3 januari 2013, var en norsk nationalekonom, son till Wilhelm Munthe och bror till Gerhard Munthe.
Munthe blev cand. oecon. 1946 och dr. oecon. 1961. Han var docent vid Norges Handelshøyskole från 1956, och professor i distributionsekonomi vid Universitetet i Oslo från 1961. Han var  dessutom Riksmeklingsmann mellan 1965 och 1974. Munthe har även haft ett flertal uppdrag inom det offentliga och näringslivet, bland annat som styrelseordförande i Norsk Hydro mellan 1974 och 1977. Han var huvudredaktör för Store norske leksikons första och andra utgåva, och ordförande i redaktionsrådet i den tredje.